# Chile XV
Chile XV es la segunda selección de rugby de Chile regulada por la unión de ese país.
La selección está formada por jugadores menores de 23 años reforzados por 5 jugadores mayores, por lo tanto la finalidad de la selección es desarrollar nuevos jugadores.

## Historia
Existen antecedentes de selecciones secundarias chilenas de rugby desde 1969, cuando Chile B se enfrentó en dos partidos al segundo seleccionado argentino perdiendo en ambos por marcadores de 8-20 y 3-35.
Posteriormente en septiembre de 2006, existió un enfrentamiento entre Chile A y el seleccionado de Venezuela, siendo el triunfo para los chilenos por un marcador de 63 a 8.
El primer torneo en el cual participó con la denominación de Chile A fue la Americas Pacific Challenge de 2021, en el que obtuvo el segundo puesto.
En agosto de 2023 participó del Cuatro Naciones Sudamericano logrando el tercer puesto en el torneo luego de vencer a la selección de Colombia y ser derrotado por Brasil y Paraguay.

## Plantel Sudamericano Cuatro Naciones 2023
Entrenador:  Ricardo Cortés
Asistente:  Diego Sepúlveda

## Participación en copas

### Americas Pacific Challenge
- AP Challenge 2021: 2.do puesto

### Sudamericano B
- Sudamericano B 2023: 3.er puesto

## Últimos partidos y próximos encuentros
- Anexo:Partidos de Chile XV

En la tabla siguiente se detallan los últimos partidos disputados por Chile XV, además de sus próximos encuentros.
| 19 de agosto de 2023 | Brasil | 27 - 12 | Chile XV |  |  |

| 23 de agosto de 2023 | Paraguay | 29 - 27 | Chile XV |  |  |

| 27 de agosto de 2023 | Colombia | 19 - 57 | Chile XV |  |  |

| 17 de febrero de 2024 | Chile XV | 0 - 29 | CUBA |  |  |

## Estadísticas
| Oponente             | Jugados | Ganados | Perdidos | Empatados | % de victorias |
| -------------------- | ------- | ------- | -------- | --------- | -------------- |
| Argentina XV         | 2       | 0       | 2        | 0         | 0.0%           |
| Brasil               | 1       | 0       | 1        | 0         | 0.0%           |
| California Grizzlies | 3       | 3       | 0        | 0         | 100.0%         |
| Colombia             | 1       | 1       | 0        | 0         | 100.0%         |
| CUBA                 | 1       | 0       | 1        | 0         | 0.0%           |
| Paraguay             | 1       | 0       | 0        | 1         | 0.0%           |
| Paraguay A           | 1       | 1       | 0        | 0         | 100.0%         |
| USA Hawks XV         | 1       | 1       | 0        | 0         | 100.0%         |
| USA Select XV        | 1       | 1       | 0        | 0         | 100.0%         |
| Uruguay XV           | 1       | 0       | 1        | 0         | 0.0%           |
| Venezuela            | 1       | 1       | 0        | 0         | 100.0%         |
| Total                | 14      | 8       | 6        | 0         | 57.1%          |

Último partido considerado vs CUBA (0-29), 17/2/2024.